# Petrus Cariry
Petrus Cariry (Fortaleza, 1977) es un cineasta y montador brasileño.
Nace en Fortaleza, en 1977. Se forma en Informática en la Facultad Integrada de Ceará. Produce mucho, entre otros, Juazeiro, a Nova Jerusalém e Patativa do Assaré - Ave Poesía, documentales de largometraje de Rosemberg Cariry, su padre. Produce también el filme Cine Tapuia, largometraje de ficción del mismo director. 
Dirige cortometrajes como Maracatu Fortaleza (2001), A Ordem dos Penitentes (2002), Uma Jangada Chamada Bruna (2003), A Velha e o Mar (2005) e Dos Restos e das Solidões (2006) y gana más de cuarenta premios con ellas. En 2007 lanza “O Grão”  su primer largometraje,  filme que participó de cuarenta festivales de cine nacionales e internacionales,  ganando doce premios, inclusive “Mejor  Filme” en el afamado Festival Internacional de Viña Del Mar, de Chile.

## Filmografía
- 2008 - Quando o Vento Sopra
- 2007 - O Grão (Longa-metragem)
- 2006 - Dos Restos e das Solidões
- 2005 - Cidadão Jacaré
- 2005 - A Velha e o Mar
- 2004 - Uma Jangada Chamada Bruna
- 2002 - A ordem dos Penitentes

- Datos: Q6073677